# Lezama (Buenos Aires)
Pour les articles homonymes, voir Lezama.
Lezama est une ville argentine de la province de Buenos Aires. C'est la capitale du partido de Lezama.
Anciennement la ville portait le nom de Manuel J. Cobo.
La ville est située à plus ou moins 150 km au sud de Buenos Aires, avec laquelle elle est reliée principalement par la route provinciale 2 (Autovía 2 - km 156,5), et par une importante voie ferrée, branche du chemin de fer General Roca. Elle se trouve à 38 km au sud de la ville de Chascomús.
Lezama faisait partie du partido de Chascomús jusque fin 2009, date à laquelle fut créé le partido de Lezama.